# Premi e candidature per Heroes

Hayden Panettiere è l'attrice di Heroes che ha ottenuto più premi (5) e nomination (10)

Di seguito sono elencati le candidature e i premi concernenti i riconoscimenti dati alla serie televisiva statunitense Heroes ideata e in gran parte scritta da Tim Kring.
La serie, che è stata trasmessa sull'emittente televisiva NBC a partire dal 25 settembre 2006 negli Stati Uniti e dal 2 settembre 2007 sui canali Steel e Italia 1 in Italia, è stata nominata per un gran numero di premi.
Dal 2007 a oggi, su un totale di 94 nomination, ha ottenuto 26 differenti premi:
- 7 Teen Choice Awards
- 5 Saturn Award
- 3 Young Artist Awards
- 2 Emmy Award
- 2 People's Choice Awards
- 2 ASCAP Award
- 1 BAFTA Award
- 1 Gracie Allen Award
- 1 Screen Actors Guild Awards
- 1 TV Land Award
- 1 Television Critics Association Award

Il maggior numero di nomination è stato ottenuto ai Saturn Award (19), ai Teen Choice Awards (19) e agli Emmy Award (15).
Seguono in dettaglio tutte le nomination e i premi vinti.

## Alma Award
| Anno | Risultato | Categoria                                                | Premiato/Nominato |
| ---- | --------- | -------------------------------------------------------- | ----------------- |
| 2009 | Nominato  | Miglior attrice non protagonista in una serie drammatica | Dania Ramírez     |
| 2008 | Nominato  | Miglior attrice non protagonista in una serie drammatica | Dania Ramírez     |
| 2007 | Nominato  | Miglior attore non protagonista in una serie tv          | Santiago Cabrera  |

## ASCAP Award
| Anno | Risultato | Categoria                                    | Premiato/Nominato           |
| ---- | --------- | -------------------------------------------- | --------------------------- |
| 2007 | Vinto     | Compositori musicali delle migliori serie tv | Lisa Coleman; Wendy Melvoin |
| 2008 | Vinto     | Compositori musicali delle migliori serie tv | Lisa Coleman; Wendy Melvoin |

## Academy of Science Fiction: Saturn Award
| Anno | Risultato | Categoria                              | Premiato/Nominato |
| ---- | --------- | -------------------------------------- | ----------------- |
| 2010 | Nominato  | Miglior attrice non protagonista in tv | Hayden Panettiere |
| 2010 | Nominato  | Miglior canale di serie tv             | NBC (per Heroes)  |
| 2009 | Vinto     | Miglior attore non protagonista in tv  | Adrian Pasdar     |
| 2009 | Nominato  | Miglior Guest Star in una serie tv     | Kristen Bell      |
| 2009 | Nominato  | Miglior Guest Star in una serie tv     | Robert Forster    |
| 2009 | Nominato  | Miglior canale di serie tv             | NBC (per Heroes)  |
| 2009 | Nominato  | Miglior attore non protagonista in tv  | Milo Ventimiglia  |
| 2009 | Nominato  | Miglior attrice non protagonista in tv | Hayden Panettiere |
| 2009 | Nominato  | Miglior serie tv su DVD                | Stagione 2        |
| 2008 | Vinto     | Miglior serie tv su DVD                | Stagione 1        |
| 2008 | Nominato  | Miglior canale serie tv                | NBC (per Heroes)  |
| 2008 | Nominato  | Miglior attore non protagonista in tv  | Greg Grunberg     |
| 2008 | Nominato  | Miglior attore non protagonista in tv  | Masi Oka          |
| 2008 | Nominato  | Miglior attrice non protagonista in tv | Hayden Panettiere |
| 2007 | Vinto     | Miglior canale serie tv                | NBC (per Heroes)  |
| 2007 | Vinto     | Miglior attore non protagonista in tv  | Masi Oka          |
| 2007 | Vinto     | Miglior attrice non protagonista in tv | Hayden Panettiere |
| 2007 | Nominato  | Miglior attore non protagonista in tv  | Greg Grunberg     |
| 2007 | Nominato  | Miglior attrice non protagonista in tv | Ali Larter        |

## Art Directors Guild
| Anno | Risultato | Categoria                                                           | Premiato/Nominato                              |
| ---- | --------- | ------------------------------------------------------------------- | ---------------------------------------------- |
| 2008 | Nominato  | Eccellenza nella Produzione-Design (per l'episodio Fra cinque anni) | Ruth Ammon; Matteo C. Jacobs; Thomas T. Taylor |
| 2007 | Nominato  | Eccellenza nella Produzione-Design (per l'episodio Sei mesi fa)     | Ruth Ammon; Michael Budget; Matteo C. Jacobs   |

## BAFTA Award
| Anno | Risultato | Categoria               | Premiato/Nominato                                      |
| ---- | --------- | ----------------------- | ------------------------------------------------------ |
| 2008 | Vinto     | Migliore internazionale | Tim Kring; Joe Pokaski; Paul A. Edwards; Dennis Hammer |

## Casting Society of America: Artios Award
| Anno | Risultato | Categoria                                               | Premiato/Nominato             |
| ---- | --------- | ------------------------------------------------------- | ----------------------------- |
| 2008 | Nominato  | Miglior direzione del casting di un episodio drammatico | Jason La Padura; Natalie Hart |

## Cinema Audio Society Award
| Anno | Risultato | Categoria                                                                     | Premiato/Nominato                       |
| ---- | --------- | ----------------------------------------------------------------------------- | --------------------------------------- |
| 2007 | Nominato  | Miglior successo del mixaggio in una serie drammatica (per l'episodio Genesi) | Gerry Lentz; Rich Weingart; Kenn Fuller |

## Emmy Award
| Anno | Risultato | Categoria                                                                                                | Premiato/Nominato |
| ---- | --------- | --- | --- |
| 2010 | Nominato  | Miglior direzione artistica (per l'episodio Il mondo nuovo)                                              | Ruth Ammon; Sandy Getzler; Ron Franco |
| 2009 | Vinto     | Migliori effetti speciali per una serie tv (per gli episodi Il secondo avvento e L'effetto farfalla)     | Mark Spatny; Eric Grenaudier; Gary D'Amico; Michael Cook; Daniel Kumiega; Christopher D. Martin; Meliza Fermin; Ryan Wieber; Diego Galtieri                             |
| 2009 | Nominato  | Miglior direzione artistica (per l'episodio Tormenta)                                                    | Ruth Ammon; Sandy Getzler; Ron Franco |
| 2008 | Vinto     | Miglior Interactive Media Programming (per l'estensione internet-digitale The Heroes Digital Experience) | NBC.com |
| 2008 | Nominato  | Miglior direzione artistica (per l'episodio Fuori tempo)                                                 | Ruth Ammon; Matthew C. Jacobs; Ron Franco |
| 2008 | Nominato  | Miglior direzione fotografica (per l'episodio Senza poteri)                                              | Scott Boyd |
| 2008 | Nominato  | Migliori effetti speciali per una serie tv (per l'episodio Quattro mesi fa)                              | Eric Grenaudier; Mark Spatny; Gary D'Amico; Michael Enriquez; Michael Cook; Diego Galtieri; Ryan Wieber; Christopher D. Martin; Daniel Kumiega                          |
| 2007 | Nominato  | Miglior direzione artistica per una serie tv (per l'episodio Genesi)                                     | Curtis A. Schnell; Daniel J. Vivanco; Crista Schneider |
| 2007 | Nominato  | Miglior regia per una serie drammatica (per l'episodio Genesi)                                           | David Semel |
| 2007 | Nominato  | Miglior serie tv drammatica                                                                              | Tim Kring; Dennis Hammer; Allan Arkush; Greg Beeman; Jesse Alexander; Jeph Loeb; Michael Green; Bryan Fuller; Natalie Chaidez; James Chory; Adam Armus; Nora Kay Foster |
| 2007 | Nominato  | Miglior direzione fotografica (per l'episodio Genesi)                                                    | Michael S. Murphy; Donn Aron; Louise Innes |
| 2007 | Nominato  | Miglior mixaggio audio per una serie tv (per l'episodio Genesi)                                          | Gerry Lentz; Rich Weingart; Kenn Fuller |
| 2007 | Nominato  | Migliori effetti speciali per una serie tv (per l'episodio Fra cinque anni)                              | Mark Kolpack; Mark Spatny; Gary D'Amico; Daniel Kumiega; Cedric Tomacruz; Diego Galtieri; Christopher D. Martin; Ragui Hanna; Jon Rosenthal                             |
| 2007 | Nominato  | Miglior coordinamento Stunt (per l'episodio Genesi)                                                      | Ian Quinn |
| 2007 | Nominato  | Miglior attore non protagonista in una serie tv                                                          | Masi Oka |

## Golden Globe
| Anno | Risultato | Categoria                                       | Premiato/Nominato |
| ---- | --------- | ----------------------------------------------- | ----------------- |
| 2007 | Nominato  | Miglior attore non protagonista in una serie tv | Masi Oka          |
| 2007 | Nominato  | Miglior serie tv drammatica                     | Prima Stagione    |

## Gracie Allen Award
| Anno | Risultato | Categoria                        | Premiato/Nominato |
| ---- | --------- | -------------------------------- | ----------------- |
| 2008 | Vinto     | Miglior attrice non protagonista | Ali Larter        |

## Hugo Award
| Anno | Risultato | Categoria                        | Premiato/Nominato |
| ---- | --------- | -------------------------------- | ----------------- |
| 2008 | Nominato  | Miglior presentazione drammatica | Prima Stagione    |

## Image Award
| Anno | Risultato | Categoria                                                              | Premiato/Nominato |
| ---- | --------- | ---------------------------------------------------------------------- | ----------------- |
| 2009 | Nominato  | Miglior regia di una serie drammatica (par l'episodio Angeli e mostri) | Anthony Hemingway |
| 2008 | Nominato  | Miglior regia di una serie drammatica (par l'episodio Corri!)          | Roxann Dawson     |
| 2008 | Nominato  | Miglior storia in una serie drammatica (par l'episodio La cura)        | Natalie Chaidez   |
| 2007 | Nominato  | Miglior serie tv drammatica                                            | Heroes            |

## Imagen Foundation Awards
| Anno | Risultato | Categoria                       | Premiato/Nominato |
| ---- | --------- | ------------------------------- | ----------------- |
| 2008 | Nominato  | Miglior attore non protagonista | Shalim Ortiz      |

## Motion Picture Sound Editors: Golden Reel Award
| Anno | Risultato | Categoria            | Premiato/Nominato |
| ---- | --------- | -------------------- | --- |
| 2009 | Nominato  | Miglior sonoro in tv | Gregory M. Gerlich; Eric Maxwell; Brian Risner; Jennifer Barak; Carli Barber; Monett Holderer; Doug Reed; Jody Thomas |
| 2007 | Nominato  | Miglior sonoro in tv | Joseph Melody; Stephen Grubbs; Anton Holden; J. Michael Hooser; Burton Weinstein; Mark Steele                         |

## PGA Award
| Anno | Risultato | Categoria                       | Premiato/Nominato                                                                     |
| ---- | --------- | ------------------------------- | ------------------------------------------------------------------------------------- |
| 2008 | Nominato  | Produttore televisivo dell'anno | Allan Arkush; Greg Beeman; James Chory; Dennis Hammer; Gerrit van der Meer; Tim Kring |

## People's Choice Awards
| Anno | Risultato | Categoria                      | Premiato/Nominato |
| ---- | --------- | ------------------------------ | ----------------- |
| 2010 | Nominato  | Miglior serie fantascientifica | Heroes            |
| 2009 | Vinto     | Miglior serie fantascientifica | Heroes            |
| 2007 | Vinto     | Miglior novità serie tv        | Heroes            |

## Satellite Awards
| Anno | Risultato | Categoria               | Premiato/Nominato |
| ---- | --------- | ----------------------- | ----------------- |
| 2006 | Nominato  | Miglior novità serie tv | Heroes            |

## Screen Actors Guild Awards
| Anno | Risultato | Categoria                    | Premiato/Nominato |
| ---- | --------- | ---------------------------- | ----------------- |
| 2010 | Nominato  | Miglior cast di una serie tv | Heroes            |
| 2009 | Vinto     | Miglior cast di una serie tv | Heroes            |
| 2008 | Nominato  | Miglior cast di una serie tv | Heroes            |

## TV Land Award
| Anno | Risultato | Categoria             | Premiato/Nominato |
| ---- | --------- | --------------------- | ----------------- |
| 2007 | Vinto     | Premio Future Classic | Heroes            |

## Teen Choice Award
| Anno | Risultato | Categoria                                   | Premiato/Nominato |
| ---- | --------- | ------------------------------------------- | ----------------- |
| 2010 | Nominato  | Miglior attrice programma tv fantasy/sci-fi | Hayden Panettiere |
| 2009 | Vinto     | Miglior programma tv di azione              | Heroes            |
| 2009 | Vinto     | Miglior attrice programma tv d'azione       | Hayden Panettiere |
| 2009 | Nominato  | Miglior attrice programma tv d'azione       | Kristen Bell      |
| 2009 | Nominato  | Miglior attrice programma tv d'azione       | Ali Larter        |
| 2009 | Nominato  | Miglior attore programma tv d'azione        | Milo Ventimiglia  |
| 2009 | Nominato  | Miglior attore cattivo                      | Zachary Quinto    |
| 2008 | Vinto     | Miglior attore                              | Milo Ventimiglia  |
| 2008 | Vinto     | Miglior attrice                             | Hayden Panettiere |
| 2008 | Vinto     | Miglior programma tv                        | Heroes            |
| 2008 | Nominato  | Miglior attrice                             | Ali Larter        |
| 2008 | Nominato  | Miglior attore cattivo                      | Zachary Quinto    |
| 2007 | Vinto     | Miglior attrice                             | Hayden Panettiere |
| 2007 | Vinto     | Miglior programma rivelazione               | Heroes            |
| 2007 | Nominato  | Miglior attore                              | Milo Ventimiglia  |
| 2007 | Nominato  | Miglior programma tv                        | Heroes            |
| 2007 | Nominato  | Miglior attore rivelazione                  | Masi Oka          |
| 2007 | Nominato  | Miglior attrice rivelazione                 | Hayden Panettiere |
| 2007 | Nominato  | Miglior attore cattivo                      | Zachary Quinto    |

## Television Critics Association Award
| Anno | Risultato | Categoria                         | Premiato/Nominato |
| ---- | --------- | --------------------------------- | ----------------- |
| 2007 | Vinto     | Programma dell'anno               | Heroes            |
| 2007 | Nominato  | Miglior programma drammatico      | Heroes            |
| 2007 | Nominato  | Miglior nuovo programma dell'anno | Heroes            |

## Visual Effects Society Awards
| Anno | Risultato | Categoria                                                                     | Premiato/Nominato                                              |
| ---- | --------- | ----------------------------------------------------------------------------- | -------------------------------------------------------------- |
| 2009 | Nominato  | Miglior creazione in una serie tv (per la scenografia di Tokio)               | Meliza Fermin; Michael Cook; Daniel Kumiega; Anthony Ocampo    |
| 2009 | Nominato  | Migliori effetti speciali in una serie tv (per l'episodio Il secondo avvento) | Eric Grenaudier; Mark Spatny; Diego Galtieri; Michael Cook     |
| 2008 | Nominato  | Migliori effetti speciali in una serie tv (per l'episodio Quattro mesi fa)    | Eric Grenaudier; Mark Spatny; Diego Galtieri; Michael Enriquez |

## Writers Guild of America Award
| Anno | Risultato | Categoria              | Premiato/Nominato |
| ---- | --------- | ---------------------- | ----------------- |
| 2007 | Nominato  | Miglior nuova serie tv | Heroes            |

## Young Artist Awards
| Anno | Risultato | Categoria                                     | Premiato/Nominato |
| ---- | --------- | --------------------------------------------- | ----------------- |
| 2008 | Vinto     | Miglior giovane attore non protagonista       | Adair Tishler     |
| 2008 | Nominato  | Miglior giovane attore personaggio principale | Noah Gray-Cabey   |
| 2007 | Vinto     | Miglior attrice non protagonista              | Hayden Panettiere |
| 2007 | Vinto     | Miglior giovane attore fino a 10 anni         | Noah Gray-Cabey   |